# Обморок
О́бморок, или синко́пе (лат. syncope «обморок» и др.-греч. σκότωμα «обморок»), — приступ кратковременной утраты сознания, обусловленный временным нарушением мозгового кровотока.
Обморок — внезапная кратковременная потеря сознания неэпилептической природы вследствие диффузного снижения мозгового метаболизма, вызванного главным образом большой силой и кратковременным уменьшением мозгового кровотока. Важно различать обычный обморок и эпилептический. В обоих случаях человек падает и теряет сознание, но это два совершенно разных состояния, которые требуют разного лечения. Длительность обморока — от нескольких секунд до одной минуты. При глубоком обмороке потеря сознания может длиться до нескольких минут, в крайне редких случаях — максимально до 30 минут.
Пресинкопе, или предобморочное состояние — продромальная стадия синкопе, которая проявляется головокружением, холодным потом и потемнением в глазах.

## Этиология
Обморок может являться симптомом какого-либо первичного заболевания. Существует большое количество патологических состояний, сопровождающихся образованием обмороков (здесь неполный список заболеваний, которые могут вызвать обморочное состояние):
- заболевания, сопровождающиеся снижением сердечного выброса — нарушения ритма сердца, стенозы аорты или лёгочных артерий, инфаркты миокарда, приступы стенокардии
- состояния, сопровождающиеся нарушением нервной регуляции сосудов — например, обморок при глотании, при быстром подъёме из горизонтального положения
- состояния пониженного содержания кислорода в крови — гипоксии и другие заболевания крови, анемии на высоте в разреженном воздухе или в душных помещениях

## Клинические проявления
Клинику обморока первым описал Аретей из Каппадокии.
Клинические проявления зависят от типа обморочного состояния. Потере сознания может предшествовать состояние дурноты, тошноты, затуманивания зрения или мелькания «мушек» перед глазами, звоном в ушах. Возникает слабость, иногда зевота, иногда подкашиваются ноги и появляется чувство приближающейся потери сознания. Больные бледнеют, покрываются потом. У людей со светлой кожей может оставаться лёгкий румянец на лице. После этого больной теряет сознание. Кожные покровы пепельно-серые, давление резко снижается, сердечные тоны прослушиваются с трудом. Пульс может быть крайне редким или, напротив частым, но нитевидным, еле прощупываемым. Мышцы резко расслаблены, неврологические рефлексы не обнаруживаются или резко снижены. Зрачки расширены и наблюдается снижение их реакции на свет. Длительность обморока — от нескольких секунд до нескольких минут — обычно 1—2 мин. На высоте обморока возможно развитие судорожных приступов, непроизвольное мочеиспускание.

## Первая помощь
Обморок — нарушение мозгового кровообращения. Сознание теряется. Легкие и сердце — в рабочем состоянии. Так как у человека, находящегося без сознания, расслабляются мышцы языка, то может произойти блокада дыхательных путей. Поэтому рекомендуется оказание первой помощи пострадавшему до приезда бригады скорой помощи: перевод пострадавшего в восстановительное положение на боку. Также необходим вызов скорой помощи, так как на стадии первой помощи не представляется возможным определить причину потери сознания, например дифференциально диагностировать обморок от комы.
Порядок оказания неотложной помощи при обмороке:
1. Придать пострадавшему горизонтальное положение с немного поднятыми ногами — для того, чтобы обеспечить поступление кровотока в мозг;
2. Расслабить стесняющие дыхание элементы одежды — расстёгивание воротника, галстука, пояса;
3. Попробовать привести человека в сознание: сбрызнуть лицо и шею холодной водой, дать вдохнуть пары нашатырного спирта — держа при этом нашатырь на несколько сантиметров от носа; детям не следует давать нашатырь;
4. Заново проверить дыхание и пульс. Обязательно проверьте, не запал ли язык за мышщу нижней челюсти. Если это произошло — делать осторожно, чтобы не прикусить зубами его. Уложить человека набок, чтобы в случае вызова рвотного рефлекса он не захлебнулся;
5. Вызвать скорую.

## Лечение
Лечение сводится к:
- терапии основного заболевания;
- купированию самого обморочного состояния.

Для вывода человека из обморочного состояния на постсоветском пространстве широко применяются пары нашатырного спирта. К носу больного подносят ватку или тампон, смоченные в нашатырном спирте, резкий запах которого рефлекторно стимулирует нервную систему. Для замены нашатыря могут использоваться крепкие духи или одеколон.

## Профилактика
Профилактика заключается в терапии основных патологий, которые приводят к обморокам, а также в обучении пациента и его окружающих распознавания приближающегося обморочного состояния и первой помощи.
Также профилактика включает в себя нормализацию психического состояния пациента, стабилизирование режима сна, чередование работы и отдыха, отказ от вредных привычек (курения и регулярного употребления алкоголя, токсикомании).

## Педиатрия
Обморок как кратковременная потеря сознания особенно свойственен подростковому возрасту и периоду полового созревания. Девочки более подвержены обмороку. Средний возраст обморока — 10—12 лет. Обморок является редким явлением для возраста младше 5 лет.
Наиболее распространёнными являются нейрокардиогенные причины, однако обморочное состояние может быть предвестником внезапной смерти, обусловленной аритмией, обструкцией аортального протока и др. сердечно-сосудистых событий.
Выделяют следующие категории обморока:
- нейрокардиогенный (вазовагальный обморок);
- потеря сознания вследствие внезапного падения сердечного выброса;
- потеря сознания, не связанная с внезапным падением сердечного выброса.

Причины обморока:
- потеря сознания вследствие внезапного падения сердечного выброса
  - тахиаритмия;
    - суправентрикулярная тахикардия;
    - желудочковая пароксизмальная тахикардия;

  - брадиаритмия;
    - блокада сердца второй или третьей степени;
    - дисфункция синусового узла;

  - обструкция оттока левого или правого желудочка;
    - гипертрофическая кардиомиопатия;
    - аортальный стеноз;

  - идиопатическая гипертензия малого круга кровообращения;
  - ишемическая болезнь сердца;
    - приобретённая ишемическая болезнь сердца;
      - синдром Кавасаки;

    - присутствующая при рождении коронарная аномалия;
      - интрамуральная коронарная артерия;
      - аномальное отхождение коронарной артерии;

    - Первичная сердечная дисфункция;
      - дилатационная кардиомиопатия;
      - синдром некомпактного желудочка;

    - Вторичная сердечная дисфункция;
      - Вирусный или идиопатический миокардит;
      - рестриктивная кардиомиопатия.
- потеря сознания, не связанная с внезапным падением сердечного выброса
  - ортостатическая гипотензия;
  - неврологический (эпилептический припадок, атипичная гемикрания, вегетативная дистония);
  - аффективно-респираторные приступы;
  - психогенный (истерия, гипервентиляция);
  - самоиндуцирование (гипервентиляция);
  - метаболические нарушения (гипогликемия, анемия);
  - воздействие лекарств.

При вазовагальном обмороке существует продромальный период, для которого характерны следующие симптомы: головокружение, нарушения зрения, тошнота и потение. Обморочное состояние может возникнуть после долгого положения стоя, также при резком переходе из положения лёжа или сидя в положение стоя. Ещё одной формой ЦНС опосредованного обморока является ситуация обморока в процессе ухода за волосами, который обычно наблюдается у девочек при расчёсывании, сушке волос феном. Обморок при мочеиспускании может произойти в любом возрасте, хотя наиболее характерен для позднего подросткового возраста. Обморок при мочеиспускании обычно случается ночью, когда ребёнок осуществляет процесс мочеиспускания после пробуждения ото сна, когда происходит изменение положения из положения лёжа в положение стоя. Также обморок может произойти при аффективно-респираторных приступах, что является детской формой нервного обморока при замедлении деятельности сердца.
Потере сознания вследствие внезапного падения сердечного выброса обычно не предшествует продромальный период. Главная причина такого обморока — аритмия и обструкция оттока левого желудочка. Пациенты могут жаловаться на сердцебиение, боль или тяжесть в груди. Потеря сознания вследствие внезапного падения сердечного выброса обычно происходит при физической активности и может сопровождаться полной потерей тонуса мышц тела.
Эпилептический припадок имеет продолжительный период возвращения — послеприпадочный период. В этот период свидетели припадка могут описывать состояние пациента как полубессознательное, после чего начинается период слабости.

### Клиническое обследование
Необходимо оценить кровяное давление для определения гипотензии и гиповолемии. Кардиотоническое обследование должно включать пальпацию грудной клетки для определения точек наибольшего дрожания грудной клетки и аускультацию для определения интенсивности тонов сердца, наличия шумов и других клинически важных звуков. Уровень железа в крови при анализе крови может быть пониженным у пациентов с нервными обмороками.
Каждый пациент, у которого случился обморок, должен быть обследован на ЭКГ. В результате могут быть выявлены синдром удлинённого интервала QT, синдром WPW (Вольффа — Паркинсона — Уайта), которые невозможно диагностировать при клиническом обследовании.

## Помощь
Помощь при обмороке зависит от его причины. При повторяющихся вазовагальных обмороках необходимо увеличить приём жидкостей и употребление соли. Флудрокортизон и минералокортикоид — наиболее часто применяемые препараты при вазовагальном обмороке, хотя их эффективность до конца не установлена. Также применяются бета-адреноблокаторы (пропранолол, атенолол), ваголитические препараты (дизопирамид), средства центрального действия (имипрамин, флуоксетин).
Пациентам с эпилептическими обмороками рекомендованы противосудорожные средства.